# 1904

## أحداث
- تأسيس مدينة نيوكوين وتقع حاليا في الأرجنتين.
- تأسيس مدينة وارمان [الإنجليزية] وتقع حاليا في كندا.
- تأسيس مدينة أتك، باكستان وتقع حاليا في باكستان.
- تأسيس مدينة هارستاد وتقع حاليا في النرويج.
- تأسيس مدينة بيمبا وتقع حاليا في موزمبيق.
- تأسيس مدينة ناكورو وتقع حاليا في كينيا.
- تأسيس مدينة ندولا وتقع حاليا في زامبيا.
- 1 أغسطس: بدء حصار ميناء ارثر والذي استمر إلى 2 يناير 1905.
- بداية الحرب الروسية اليابانية في 8 فبراير 1904 والتي انتهت في 5 سبتمبر 1905.
- 21 مارس - تأسيس الاتحاد الدولي لكرة القدم في باريس.
- 16 يونيو أقدم مساعد أمين الصندوق أويغن شاومان على اغتيال حاكم فنلندا العام نيكولاي بوبريكوف.
- أول استخدام حديث للطاقة الحرارية الأرضية وكان ذلك في إيطاليا.
- ضم الملك عبد العزيز المقاطعات الجنوبية في نجد والقصيم تحت حكمه.
- الميليشيات الأرمينية تقوم بانتفاضة ساسون ضد الدولة العثمانية في منطقة ساسون بتركيا.

## مواليد
- علي البازي
- ألكسندر كي
- أليكسي كوسيغين
- أنطون سعادة
- أنور شاؤول
- أنور وجدي
- أوتو رومباخ
- إبراهيم مصطفى
- إريك فايل
- إساك سنجر
- إسحاق موسى الحسيني
- إيف كوري
- بابلو نيرودا
- بافيل شيرنكوف
- بنحاس لافون
- بوريس بابوشكين
- بيتر لور
- تشارلز بيدرسن
- غراهام غرين
- جورج كينان
- جون هيكس
- جيورجي مالينكوف
- خليل الهبري
- رالف بنش
- روبرت أوبنهايمر
- رینهارد هایدریش
- سامي هداوي
- سراج منير
- سلفادور دالي
- شون ماكبرايد
- عبد الرحمن مامي
- عبد العزيز بن فيصل الدويش
- عبد العظيم زاهر
- عبد العليم على قنديل
- عبد الفتاح إبراهيم
- عبد الحسن آل طفل
- عمر التلمساني
- غيرهارد هيرتسبيرغ
- فؤاد أفرام البستاني
- فؤاد حسن حجازي
- فرانشسكو غابريلي
- فرنر فورسمان
- فريدريك جورج باين
- فيلي كولو
- كورت غورغ كيزنغر
- لوي نيل
- ليزي فالدمولر
- ماكس مالوان
- محمد العيد آل خليفة
- محمد جواد مغنية
- محمد خلف الله أحمد
- محمد خليل جمجوم
- محمد رضا المظفر
- محمد مصطفى حلمي
- محمد نجيب الربيعي
- محمود عبد الرزاق النقي
- مصطفى الزرقا
- هاري مارتنسون
- هنري لابويسي
- هيلانة سيداروس
- وارن فوستر
- وندل ستانلي
- محمد بن سليمان الجراح
- 5 فبراير - مينوبه ريوكيتشي، سياسي ياباني.
- الملك فيصل بن عبد العزيز شهيد القدس وثالث ملك للمملكة العربية السعودية وثالث ابن للملك عبد العزيز.
- 6 سبتمبر مولد السيد عبد العليم محافظ الوادي الجديد الاسبق.
- 9 أغسطس - جيمس أوغسطين شانون، أخصائي أمريكي بطب الكلى.

## وفيات
- السلطان مراد الخامس السلطان الثالث والثلاثون من سلاطين الدولة العثمانية
- أدالبرت فون هانشتاين
- أنتونين دفورجاك
- أنطون تشيخوف
- إيزابيل إيبرهارت
- الشنقيطي التركزي
- ثيودور هرتزل
- جامستجي تاتا
- جان ليون جيروم
- جيمس فيليب أكلي
- حسين البشدري
- عبد السلام بن محمد العلمي
- فاطمة خانم
- فريدريك راتزل
- فريديريك أوغست بارتولدي
- فيدور جيفوتشو
- ليسلي ستيفن
- محمود سامي البارودي
- نعمان المتولي
- نيلس فينسن
- هنري مورتون ستانلي

## نال جائزة نوبل
- في الفيزياء – البريطاني جون وليم ريليه.
- في الكيمياء – البريطاني ويليام رامزي.
- في الطب – الروسي إيفان بافلوف.
- في الأدب – مناصفة بين: الفرنسي فردريك ميسترال والإسباني خوسيه إتشيغاراي.
- في السلام – معهد القانون الدولي.